# 小行星7294
小行星7294（英語：7294）是一颗围绕太阳公转的小行星。1992年6月3日，G. J. Leonard在帕洛马山发现了此天体。
这颗小行星的绝对星等为72.33964781436381等。